# Villa Costaguti Torlonia

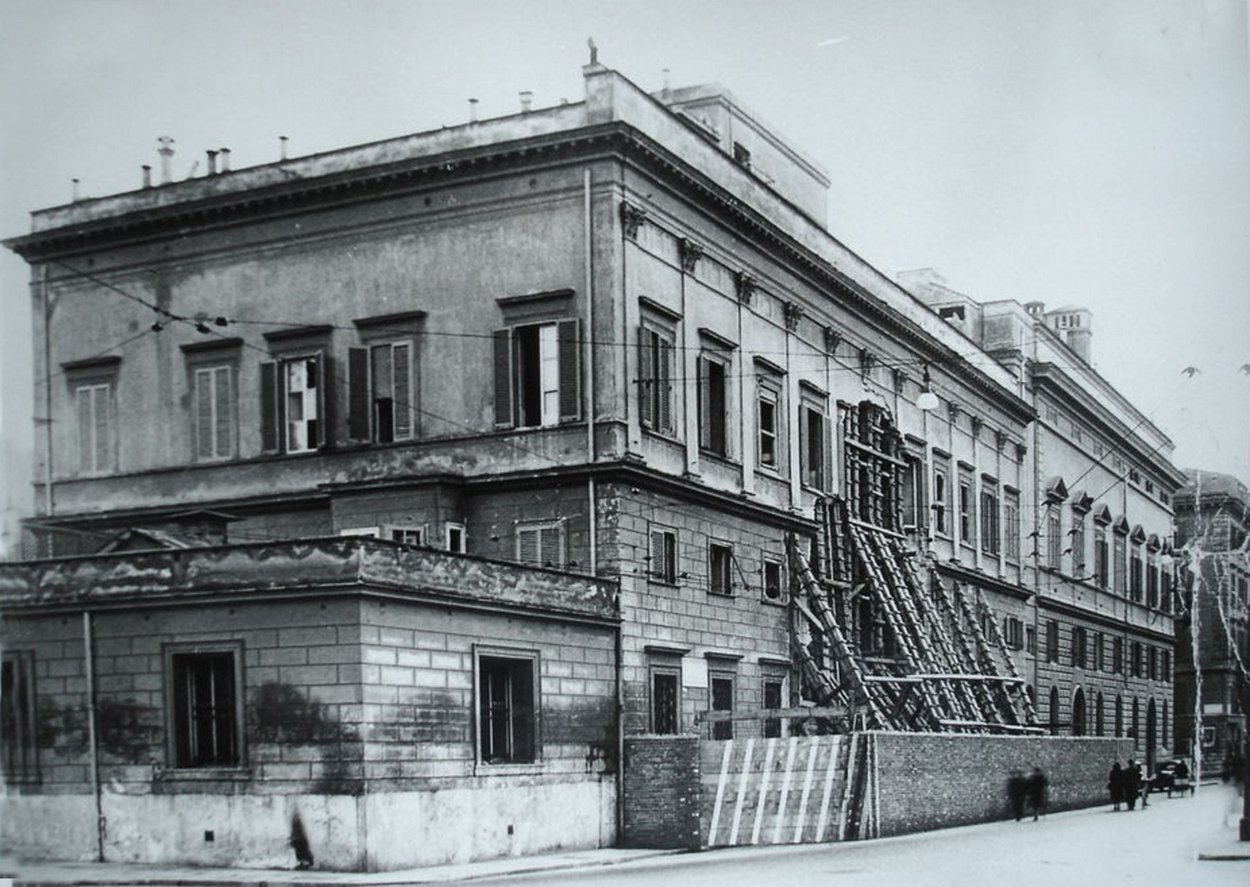
Vista do palácio da Villa Costaguti, na época a sede da embaixada britânica, destruído no atentado de 1946.

Villa Costaguti Torlonia, conhecida também como Villa Bracciano, era uma villa localizada no grande terreno delimitado pela Via Palestro, onde ficava a entrada principal, a Via XX Settembre, a Muralha Aureliana ao longo da Viale del Policlinico e a Via Montebello, no rione Castro Pretorio de Roma, perto da Porta Pia. O local hoje é ocupado pela Embaixada do Reino Unido em Roma.

## História

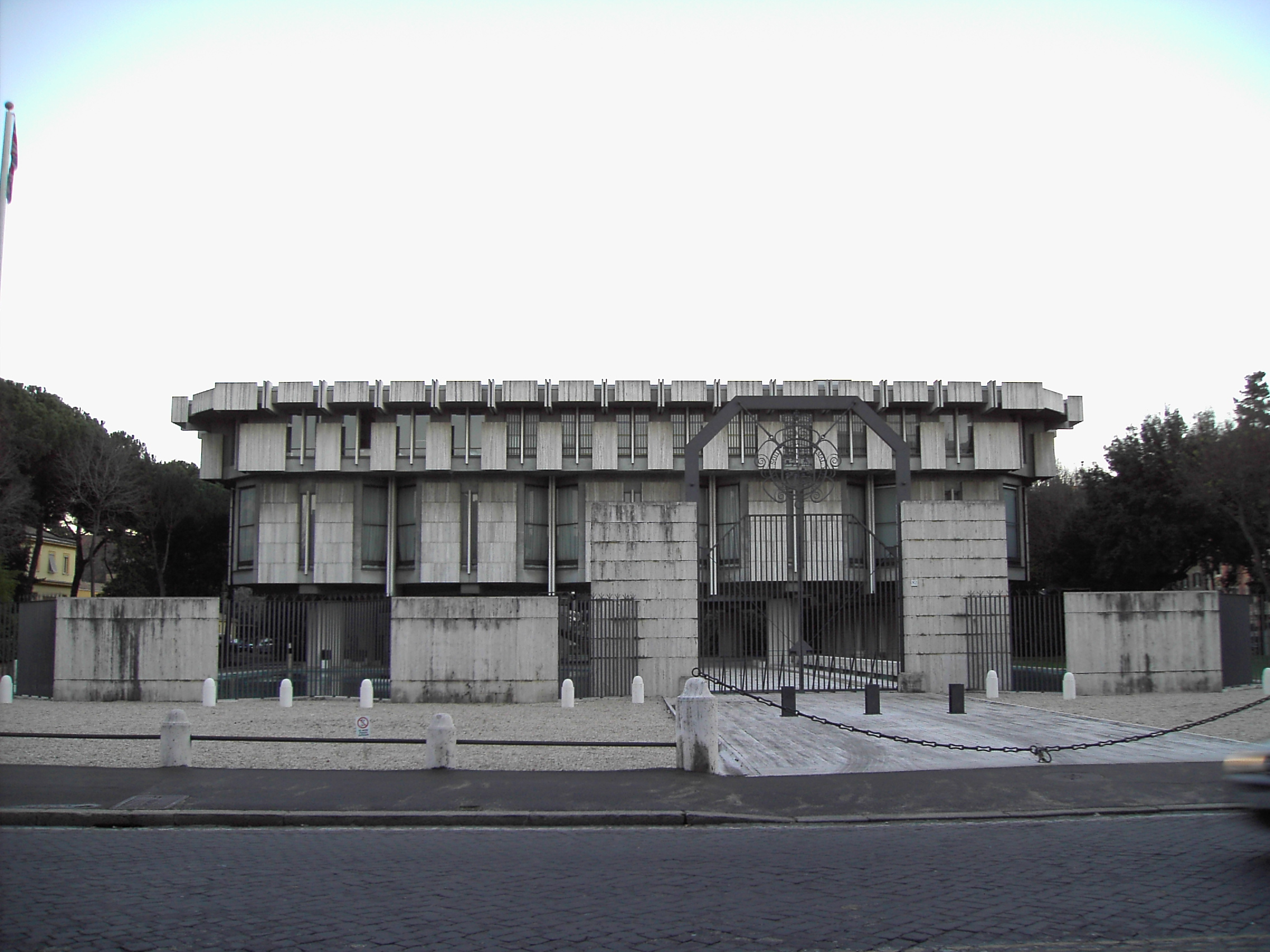
Novo complexo de Sir Basil Spence inaugurado em 1971 no mesmo local.

Esta villa foi criada no século XVII pelo cardeal Giovanni Battista Costaguti (1636-1704) e era caracterizada por belos jardins e por suas fontes. Em 1825, a propriedade foi adquirida por Marino Torlonia, duque de Bracciano, que contratou Antonio Sarti para reconstruir o palacete (casino) entre 1835 e 1839. Os Torlonia eram proprietários também de uma grande villa na Via Nomentana.
Em 31 de outubro de 1946, quando a villa já era a sede da embaixada, o antigo palacete foi severamente danificado em um atentado terrorista perpetrado pelo grupo sionista Irgun. Um novo edifício foi inaugurado em 1971 depois da demolição do antigo palacete pelo arquiteto Sir Basil Spence.
O mesmo complexo abriga ainda a embaixada do Reino Unido à Santa Sé, a San Marino e a representação diplomática dos Territórios Britânicos Ultramarinos na Itália. Além disto, residência oficial do embaixador britânico fica na Villa Wolkonsky, perto da basílica de San Giovanni in Laterano.